# Agnete Bertram
Agnete Bertram, född 8 oktober 1893, död 14 mars 1984, var en dansk gymnast.
Bertram blev cand. mag. 1920 och samma år gymnastiklärarinna vid Köpenhamns universitet och öppnade samtidigt en egen gymnastikanstalt i Köpenhamn. 1928 utvidgade hon verksamheten till att omfatta utbildning av gymnastiklärarinnor. Bertram har bland annat utgett Naturlig Gymnastik for Kvinder. Midler og Metode. (1932).